# Maurice de Nexon
Maurice de Gay de Nexon, né le 16 janvier 1884 à Tours et mort le 27 mai 1967 à Nexon (Haute-Vienne), est un propriétaire-éleveur de chevaux de course et un jockey français.
Il a remporté plus de 170 victoires équestres.

## Biographie
Maurice de Nexon est le fils du baron Auguste de Gay de Nexon (1854-1932) et de Gertrude Hainguerlot. Selon un article de L'Express publié en 2005, la famille de Nexon élevait des chevaux depuis les croisades, toutefois les preuves de noblesse de cette famille ne remontent pas au-delà de 1587. Elle était propriétaire depuis 1868 de Château de Nexon,, vignoble de Ludon-Médoc, qu'elle revendit dans les années 1930.
Le baron combat lors de la Première Guerre mondiale ce qui lui vaut la Croix de guerre 1914-1918.

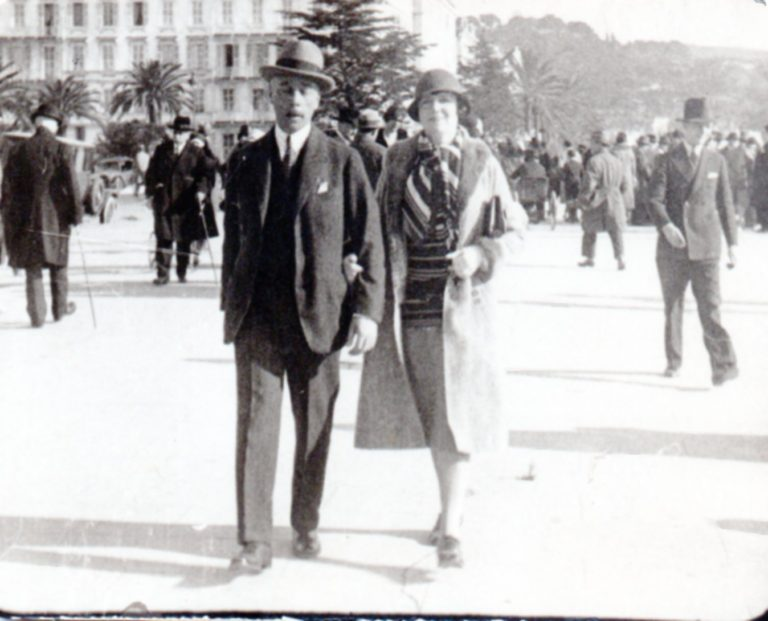
Le baron Maurice avec son épouse Adrienne en 1930

Maurice rencontre vers 1910 la jeune tante de Coco Chanel, Adrienne. Ils tombent amoureux mais le père de Maurice refuse leur union. Alors ce n'est qu'au moment du décès d'Auguste de Nexon que Maurice peut épouser Adrienne Chanel, le 29 avril 1930 à Paris. Le baron hérite aussi du haras et du château de Nexon où lui et sont épouse partent vivre.
Le couple n'eut pas d'enfants. Le château et le haras sont légués au frère cadet de Maurice, Robert de Nexon.
À leur mort (le 22 novembre 1956 pour Adrienne et le 27 mai 1967 pour Maurice), leurs corps sont inhumés dans la chapelle du parc du château de Nexon.

## Distinctions
- Croix de guerre 1914–1918
- Chevalier de la Légion d'honneur[1]